# 卡洛斯·索拉
卡洛斯·索拉·阿塔雷斯（西班牙語：Carlos Saura Atarés；1932年1月4日—2023年2月10日）是一位西班牙導演與攝影家，曾以《蕩婦卡門》（Carmen）入圍奧斯卡最佳外語片獎，也曾獲得坎城影展評審團大獎與柏林影展最佳導演獎。他與查理·卓別林的女兒潔洛汀·卓別林在1967年開始成為親密伴侶，並維持12年之久。

## 早期生活
卡洛斯·索拉出生於一個藝術家家庭（他的母親是一位鋼琴家，他的哥哥安東尼奧·索拉則是畫家），他的藝術感從童年時期就開始發展，當時他是一個攝影愛好者。
1957年，他在馬德里電影研究與實驗學會得到了導演文憑，他也在此教書直到1963年為止。

## 導演生涯
卡洛斯·索拉在1957年至1958年完成他的第一部電影《昆卡》。1962年，他的電影《小流氓》（Los Golfos）被公認對西班牙青年社會產生強大的影響，探討馬德里的最貧窮地區的青少年犯罪。四年後（1966年），他在第16屆柏林國際電影節以《狩獵》（La Caza）獲得了最佳導演銀熊獎。在1967年，他的電影《薄荷冰沙》也獲得了第18屆柏林國際電影節最佳導演銀熊獎。1981年，他以《趕快》（Deprisa, Deprisa）贏得了第31屆柏林國際電影節金熊獎。
1973年，卡洛斯·索拉拍攝的電影《安琪莉卡表妹》獲得高度讚譽，奪得坎城電影節評審團獎。1975年電影《飼養烏鴉》獲得了坎城電影節評審團大獎。他的電影於1979年被提名奧斯卡獎最佳外語片獎。
卡洛斯·索拉的電影以弗拉門戈舞和其他西班牙舞蹈而著名。20世紀80年代，他的弗拉門戈三部曲包括《血婚》、《蕩婦卡門》和《魔愛》。他與西班牙弗拉門戈舞蹈家克里斯蒂娜·奧約斯共同合作。他後來也執導電影《弗拉門戈》（1995年）、《情慾飛舞》（1998年）和《Fados》（2007）。
1989年，他執導的電影《黑夜》也參加第39屆柏林國際電影節正式競賽。
卡洛斯·索拉認為以超現實主義大師路易斯·布努埃爾為主軸的電影《布努埃爾與所羅門王》是他執導過最出色的作品。卡洛斯·索拉在接受線上電影雜誌《DearCinema.com》記者採訪時，他說：「《布努埃爾與所羅門王》是我所執導過的最偉大的電影。我喜歡這部電影，但是其他人似乎都不喜歡它。我敢肯定，布努埃爾會喜歡這部電影。但是，也許只有他會喜歡它。你在電影中看到的一切，實際上是基於我和他的談話內容。」
1990年，他以《卡梅拉！》獲得了哥雅獎最佳導演和最佳劇本。卡洛斯·索拉被選為1992年巴塞羅那奧運會官方電影《馬拉松》的導演。2004年，卡洛斯·索拉獲得歐洲電影獎終身成就獎。
2008年，卡洛斯·索拉榮獲第10屆孟買國際電影節頒發的終身成就獎，該影展由孟買科學院（MAMI）所舉辦。

## 私生活
卡洛斯·索拉結過兩次婚姻。他首先於1957年在巴塞羅那與阿黛拉·梅德拉諾結婚。他們有兩個兒子，卡洛斯（生於1958年）和安東尼奧（生於1960年）。1982年12月27日，他迎娶了梅賽德斯·佩雷斯。他們有三個兒子，曼努埃爾（生於1980年），阿德里安（生於1984年）和聖地亞哥（生於1987年）。
卡洛斯·索拉與查理·卓別林的女兒潔洛汀·卓別林（Geraldine Chaplin）育有一個兒子謝恩（生於1974年）。一些人認為，他可能曾有過更多的孩子。他的第二次婚姻後，他也有一位的女兒名為安娜（生於1994年12月）。

## 作品
- 《小流氓》
- 《狩獵》
- 《安琪莉卡表妹》
- 《飼養烏鴉》
- 《蕩婦卡門》
- 《血婚》
- 《魔愛》
- 《唐喬凡尼》

## 外部連結
- 卡洛斯·索拉在互联网电影资料库（IMDb）上的資料（英文）
- 卡洛斯·索拉官方網站
- Carlos Saura biography and flamenco-related films
- Interview: Camera is My Memory: Carlos Saura
- Carlos Saura, cineasta - Escritos de José Antonio Bielsa（页面存档备份，存于） / Carlos Saura - El poder de la palabra（页面存档备份，存于） （西班牙語）